# Dromaeolus piger
Dromaeolus piger är en skalbaggsart som beskrevs av Sharp 1908. Dromaeolus piger ingår i släktet Dromaeolus och familjen halvknäppare. Inga underarter finns listade i Catalogue of Life.